# 張永哲
張 永哲（チャン・ヨンチョル、1928年 ‐ 2006年）は、大韓民国出身のプロレスラー。韓国プロレスの創始者。

## 略歴
外国映画を真似てプロレスを始める。1960年に団体設立。韓国初のヘビー級チャンピョンとして長期君臨する。1965年のソウルでの国際試合で大熊元司と対戦し、大熊の技に苦しんだ張永哲は、仲間をリングに呼び込み警察沙汰の乱闘騒ぎとなる。その取り調べの際にプロレスの内幕を喋ったとされる。1967年9月には千圭徳と対戦し、勝利している。1970年9月に初来日。2006年の2月に対立していた大木金太郎と対面を果たし和解した。2006年の8月に他界。

## 得意技
- 空手チョップ
- バックドロップ

## 獲得タイトル
- 韓国ヘビー級王座 : 1回[8]
- 韓国タッグ王座 : 1回

w / 千圭徳
- OSIヘビー級王座 : 1回[10]